# Wenzel Anton von Kaunitz-Rietberg

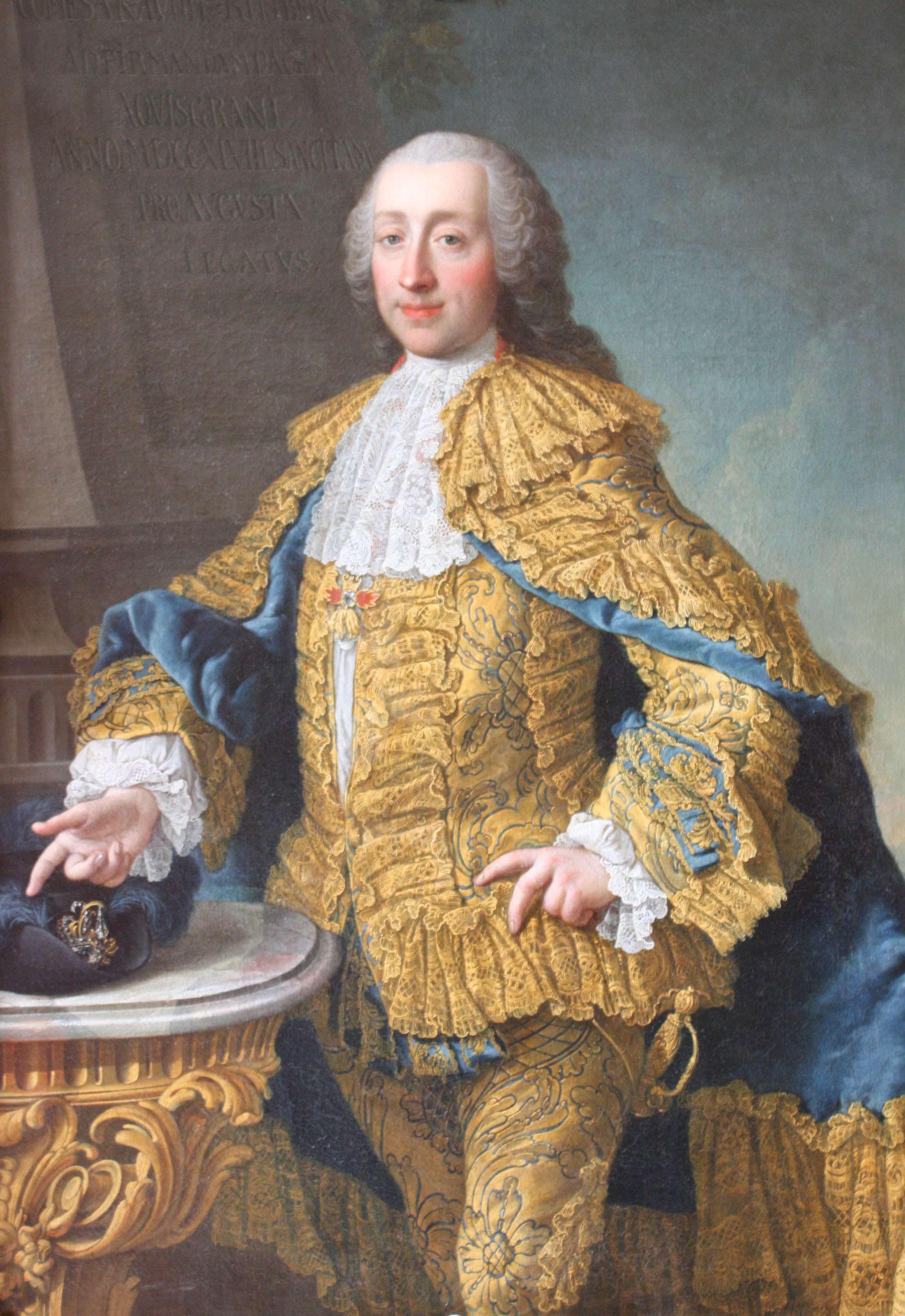
Wenzel Anton Fürst Kaunitz-Rietberg

Wenzel Anton Graf Kaunitz-Rietberg, ab 1764 Reichsfürst von Kaunitz-Rietberg (* 2. Februar 1711 in Wien; † 27. Juni 1794 in Mariahilf, damals noch Vorstadt von Wien), war österreichischer Staatsmann des aufgeklärten Absolutismus, Reichshofrat und Diplomat.
Als Berater und Mitarbeiter der Reformen Maria Theresias und Josephs II. und als Gründer des österreichischen Staatsrats war er die führende Stimme der Aufklärungspartei in der Habsburgermonarchie und Beförderer vieler innenpolitischer Reformen. Als Staatskanzler (1753–1792) war er für die Außenpolitik Österreichs zuständig und trug durch das Bündnis mit Frankreich im Vorfeld des Siebenjährigen Krieges zum Renversement des alliances bei. Unter Kaiserin Maria Theresia hatte er umfassende Vollmachten in der Außenpolitik. Sie wurden jedoch unter den Nachfolgern Joseph II., Leopold II. und Franz II. immer mehr eingeschränkt.

## Familie

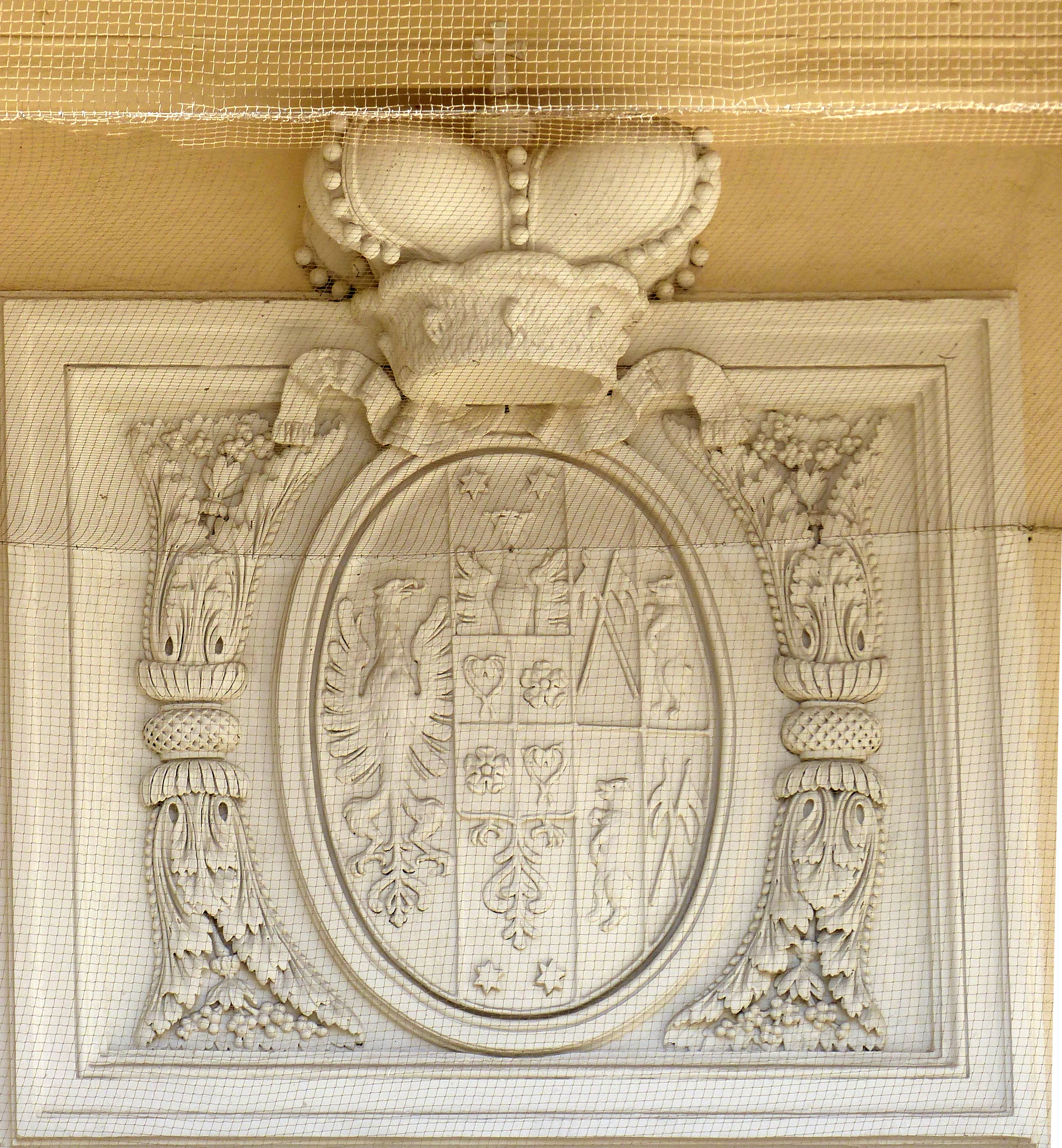
Wappen des Wenzel Anton von Kaunitz (1789), Auferstehungskirche in Austerlitz (Slavkov/Tschechien)

Einen ihrer Stammsitze hatte die Familie der Kaunitz in Austerlitz, dem heutigen Slavkov in Mähren. Seine Eltern waren Maximilian Ulrich von Kaunitz (1679–1746) und Marie Ernestine von Ostfriesland-Rietberg (1686–1758). Der Vater war unter anderem Landeshauptmann in Mähren. Die Mutter war die Erbtochter des Grafen Ferdinand Maximilian von Ostfriesland und Rietberg in Westfalen, mit deren Vater das Haus Ostfriesland 1690 in männlicher Linie ausgestorben war. Die Grafschaft ging danach an Wenzel von Kaunitz und erhielt den Namen Kaunitz-Rietberg. Wenzel Antons Bruder Karl Joseph (1715–1737) war Domherr in verschiedenen Bistümern. Sein Onkel Franz Karl (1676–1717) war Bischof in Ljubljana.
Er selbst heiratete 1736 Maria Ernestine von Starhemberg (1717–1749). Sie war die Enkelin des ehemaligen Hofkammerpräsidenten Thomas Gundacker Graf von Starhemberg, der als Mitglied der Geheimen Konferenz einer der einflussreichsten Berater von Kaiser Karl VI. war. Aus der Ehe gingen sieben Kinder hervor. Unter diesen:
1. Ernst Christoph 2. Reichsfürst von Kaunitz-Rietberg (* 6. Juni 1737; † 1797), Ritter des Ordens vom Goldenen Vlies, K.k. Obersthofmarschall und Botschafter, Fideikommissherr, verehelicht am 12. November 1741 mit Maria Leopoldine Elisabeth Prinzessin zu Oettingen-Spielberg (* 28. November 1741), Tochter des Fürsten Johann Aloys I. zu Oettingen-Spielberg, deren Sohn Joseph Ernst Karl Januarius Graf von Kaunitz-Rietberg, geboren in Neapel am 20. Juli 1769, vor 1797 unverehelicht verstarb. Deren Tochter Maria Eleonore, geboren nach 1770, verstorben am 19. März 1825, ehelichte am 26. September 1795 Klemens Wenzel Lothar von Metternich Fürst von Metternich-Winneberg-Ochsenhausen aus dem Hause Metternich-Winneburg-Beilstein, Herzog von Portella u. a. auf Königswart in Westböhmen, K.k. Staatskanzler und Minister des Äußeren, verstorben 1859 in Wien.
2. Dominik Anton Andreas Graf von Kaunitz-Rietberg-Questenberg (d.d. 1761) sukz. 1797 als 3. Fürst und Fideikommissherr, (1740–1812); 1762 verehelicht mit Maria Bernhardine Gräfin von Plettenberg, Tochter des Franz Joseph Graf von Plettenberg-Witten zu Mietingen (aus dem Hause Nordkirchen), Erbmarschall des Fürstentum Münster. Deren Kinder waren: 1) Maria Theresia (1763–1803), verehelicht im Jahre 1784 mit Graf Rudolph von Wrbna und Freudenthal, auf Groß-Waltersdorf, Horovice und Ginetz, Oberstkämmerer und Geheimrat, Kommandant der K.k. Böhmischen Noblegarde (1813/1814) und Präsident der kgl. Böhmischen Gesellschaft der Wissenschaften in Prag, verstorben 1823 in Wien; 2) Vinzenz, 4. Fürst von Kaunitz-Rietberg-Questenberg auf Neuschloß (1764–1839) (sukz. 1812); ehelichte am 15. Februar 1801 in Prag (Pfarrei Maria de Viktoria) Pauline de Longueval, Gräfin von Buquoy, verstorben nach 1850; 3) Aloys Wenzel 5. Fürst von Kaunitz-Rietberg-Questenberg, Fideikommissherr (sukz. 1829) K.k. Geheimrat und Kämmerer, (1774–1774) verstorben als letzter männlicher Namensträger der mährischen Linie des fürstlichen Hauses; 1798 verehelicht mit Franziska Ungnadin Gräfin von Weißenwolf (* 1773), Tochter des Guidobald Ungnad Graf von Weißenwolf, Freiherr zu Sonneck und Ennseck.
3. Franz Wenzel Graf von Kaunitz-Rietberg (* 1742; † unverehelicht 1825), General-Feldzeugmeister.
4. Joseph Clemens (* 22. November 1743), K.k. Kämmerer, unverehelicht verstorben.
5. Maria Antonia (* 16. Mai 1745); verehelicht 1763 mit Graf Christoph Wilhelm II. von Thürheim, Freiherr von Bibrachzell.[1]

## Frühe Jahre
Der Vater erwirkte 1724 aus Gründen der Versorgung für seinen Sohn durch päpstliche Provision die Anwartschaft auf eine Stelle als Domherr in Münster. Damit war indes nicht die Absicht verbunden, in den geistlichen Stand einzutreten. Er resignierte die Stelle 1733. Wenzel Anton Graf Kaunitz studierte in Leipzig Rechtswissenschaften und schloss das Studium 1731 mit einer hervorragenden Disputation ab. In der Folge unternahm er seine Grand Tour, die ihn nach Berlin, in die Niederlande, nach Italien und schließlich nach Paris führte. Er kehrte 1734 nach Wien zurück, wo er schon seit längerem die Anwartschaft auf eine Stelle im Reichshofrat hatte. Im Jahr 1734 war er zunächst Regimentsrat in Niederösterreich, ehe er ein Jahr später seine Stelle am Reichshofrat antreten konnte.
Er beabsichtigte, in den diplomatischen Dienst einzutreten. Seine finanzielle Situation war aber nicht gut genug, als dass er einen Botschafterposten an einem angesehenen Hof annehmen konnte. Er musste sich mit einer Gesandtschaft in Italien zufriedengeben, um dort die Geburt des späteren Kaisers Joseph II. (* 13. März 1741) anzuzeigen. Zwischen 1742 und 1744 war er außerordentlicher Gesandter in Turin. In dieser Zeit gelang es ihm, das unsichere Bündnis mit dem Königreich Sardinien zu stabilisieren.
Im Jahr 1744 wurde er Minister beim Generalstatthalter der österreichischen Niederlande Karl Alexander von Lothringen, dem Schwager Maria Theresias, mit Sitz in Brüssel. Seit 1745 war Kaunitz der dortige bevollmächtigte Minister. Bei Abwesenheit des Generalstatthalters übernahm er auch dessen Funktion vertretungsweise. Für ihn war bald klar, dass die Niederlande während des laufenden Österreichischen Erbfolgekriegs nicht gegen Frankreich gehalten werden könnten. Tatsächlich musste er 1746 kapitulieren und ging zunächst nach Antwerpen, von wo er nach Wien zurückkehrte.
Als Gesandter Österreichs war er 1748 an den Verhandlungen zum Frieden von Aachen maßgeblich beteiligt. Der Verhandlungsverlauf überzeugte ihn, dass die bisherigen österreichischen Bündnispartner England und die Niederlande an der von Maria Theresia geplanten Rückgewinnung Schlesiens nicht interessiert seien. Er begann daher, auf eine Annäherung an Frankreich zu setzen. Kaunitz war sogar zeitweise bereit, die Österreichischen Niederlande im Tausch gegen die politische Unterstützung Frankreichs einzusetzen.
Von 1749 bis 1750 war er Mitglied des Geheimen Rats. Während der Geheimen Konferenz vom 5. Mai 1749 formulierte er erstmals seine politischen Vorstellungen. Das Ziel der Zurückgewinnung Schlesiens war danach vordringlich. Um dieses Ziel zu erreichen, sei ein Bündnis mit Frankreich (damals regiert von Ludwig XV.) nötig. Nach einer langen Debatte wurde dieser Kurs gebilligt.
Er selbst wurde bevollmächtigter Minister in Paris, wo er bis 1752 als österreichischer Botschafter blieb. Dort präsentierte er Österreich als eine neue Macht, die nur noch locker mit dem Heiligen Römischen Reich verbunden sei. Er konnte unter den maßgeblichen Kräften in Paris zwar Vertrauen gewinnen, aber ein Bündnis kam dennoch nicht zu Stande. Den Plan stellte er daher vorerst zurück. Stattdessen trat er in engen Kontakt mit einigen französischen Aufklärern und betrieb einen offenen Salon. Mit Voltaire hatte er keinen Kontakt. Von den Enzyklopädisten lernte er einige kennen. Fälschlicherweise wurde später behauptet, Rousseau sei sein Sekretär gewesen.

## Staatskanzler

### Siebenjähriger Krieg

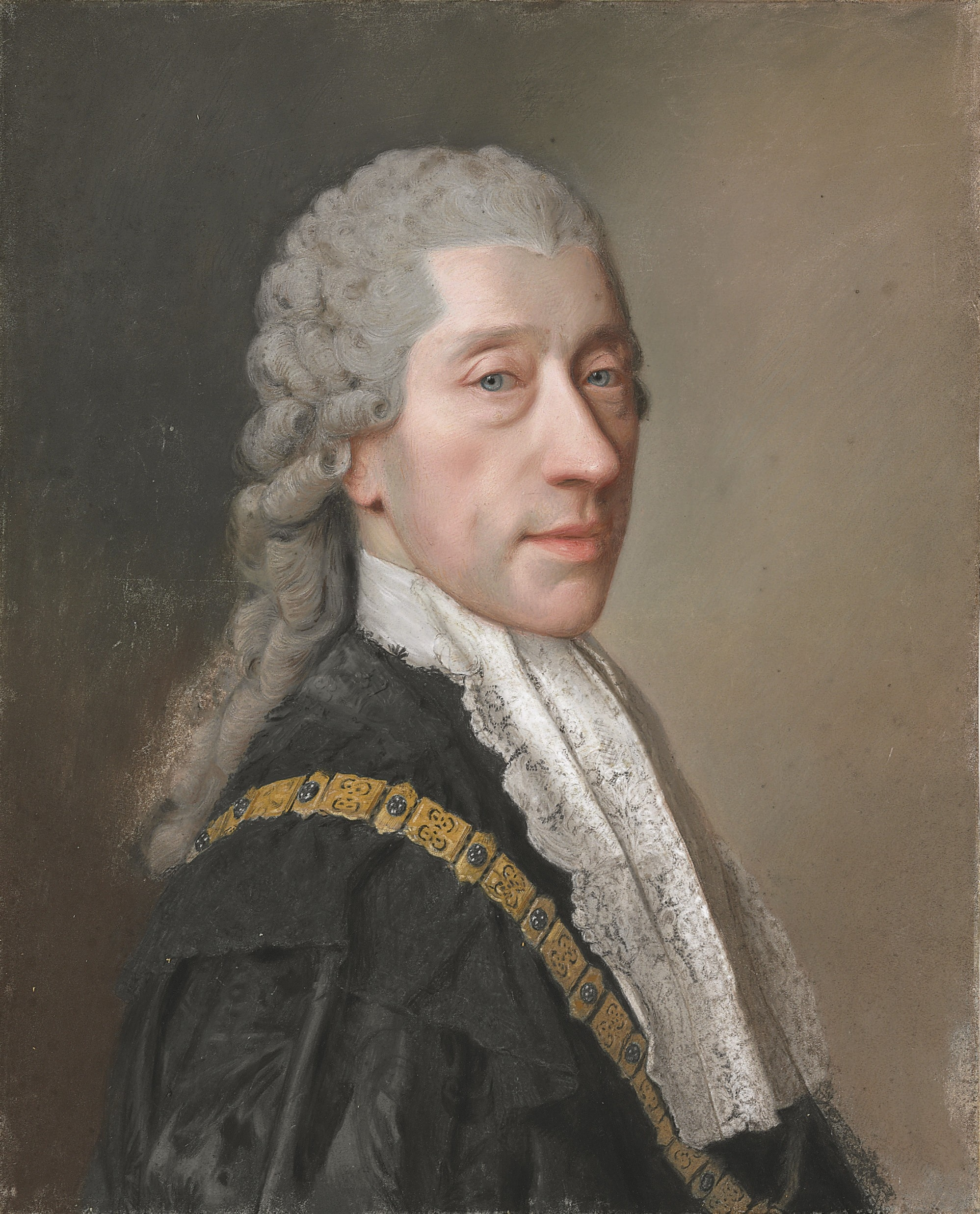
Kaunitz um 1762

Maria Theresia bot ihm um 1751 insgeheim das Amt des Staatskanzlers (zuständig vor allem für die Außenpolitik) an. Kaunitz verwies auf seine schwache Gesundheit, erklärte sich aber bereit, den Posten für kurze Zeit zu übernehmen. Er müsse jedoch freie Hand bekommen, damit er die Behörde so umorganisieren könne, bis sie wie ein Uhrwerk funktioniere. Tatsächlich gelang es ihm in zähen Verhandlungen, so große Kompetenzen durchzusetzen, wie sie bislang noch kein Minister in Österreich besessen hatte. Statt das Amt nur kurz zu verwalten, blieb er 41 Jahre unter Maria Theresia, Joseph II. und Leopold II. Staatskanzler, ehe er am 19. August 1792 seinen Abschied nahm. Gegen Kaunitz hatten sich sowohl Maria Theresias Mann, Kaiser Franz I., als auch weitere führende Personen ausgesprochen. Die Herrscherin übersah auch nicht seine Selbstherrlichkeit und seine hypochondrischen Neigungen, war aber von seinen Qualitäten überzeugt.
Zunächst machte er die Staatskanzlei zu einem reibungslos funktionierenden modernen Außenministerium. Nach dem Umbau des Amtsgebäudes am Ballhausplatz (heutiges Bundeskanzleramt) wurde auch das Haus-, Hof- und Staatsarchiv integriert.
Kaunitz forcierte unter Schwierigkeiten seine profranzösische Außenpolitik – eine deutliche Kursänderung im Gegensatz zu der von Freiherr von Bartenstein beeinflussten Politik seines Vorgängers Anton Corfiz Ulfeldt. Nachdem 1754 in Übersee die Auseinandersetzungen zwischen Frankreich und England begonnen hatten, wies er den österreichischen Botschafter Georg Adam von Starhemberg an, die Bündnispläne in Paris erneut auf den Tisch zu bringen. Als es zur preußisch-englischen Konvention von Westminster gekommen war, ging Ludwig XV. auf die Vorschläge ein, und es kam 1756 zum Defensivbündnis zwischen Österreich und Frankreich. Daneben konnte er auch Russland als Bündnispartner gewinnen. Als Friedrich II. zu Beginn des Siebenjährigen Krieges Sachsen überfiel, gelang es Kaunitz, Frankreich 1757 zu einem Offensivbündnis gegen Preußen zu bewegen. Hinzu traten Russland und Schweden. Der berühmte Wechsel der Allianzen („Renversement des alliances“) und das Ende der jahrhundertelangen Feindschaft zwischen Frankreich und Habsburg bedeuteten einen wichtigen Wendepunkt der europäischen politischen Geschichte.
Während des Krieges war Kaunitz der engste Berater Maria Theresias, traf zahlreiche militärische Entscheidungen selbst und begab sich anfangs selbst zur Armee. Die Staatskanzlei leitete in den folgenden Jahren die militärischen Operationen. Allerdings gelang es ihm nicht, die Verbündeten zu einem koordinierten militärischen Vorgehen zu bewegen. An Stelle des eher zögerlich agierenden Leopold Joseph von Daun setzte er auf Gideon Ernst von Laudon. Aber auch diesem gelang kein entscheidender Sieg.
Im Jahr 1760 begann sich auf österreichischen Seite allmählich eine Erschöpfung der Kräfte abzuzeichnen. Für Kaunitz lag ein Grund in den von Friedrich Wilhelm von Haugwitz geschaffenen neuen Verwaltungsstrukturen. Er drängte auf die Auflösung des Directorium in publicis et cameralibus und damit auf die Entmachtung von Haugwitz. Er lehnte die Entmachtung der Stände und die Neuordnung nicht grundsätzlich ab, sah aber die Chance, seinen Einfluss zu vergrößern. So setzte er die Bildung eines Staatsrates und die Schaffung von Ressortministerien durch. Der Staatsrat beriet über alle Probleme der einzelnen Behörden, hatte aber selbst kein Exekutivrecht. Das Direktorium wurde 1761 aufgehoben, stattdessen wurde eine Vereinigte böhmische und österreichische Hofkanzlei eingerichtet.
All dies half nicht die Situation Österreichs kurzfristig zu verbessern. Nachdem Russland unter dem neuen Zaren Peter III. 1762 aus dem Bündnis ausgeschieden war, trieb Kaunitz die Friedensbemühungen voran, die 1763 zum Frieden von Hubertusburg und den endgültigen Verzicht auf Schlesien führten.

### Höhepunkt des Einflusses
Nach dem Ende des Krieges plante Kaunitz weitgehende Reformen. An den zahlreichen Veränderungen dieser Zeit hatte er seinen Anteil. So war er maßgeblich an der Zentralisierung der Verwaltung beteiligt. Die Reformen nahmen teilweise den Josephinismus vorweg. Der Jesuit Ferdinand Maaß sprach denn auch von Kaunitziatismus. Vor allem das Verhältnis von Staat und Kirche beschäftigte Kaunitz in dieser Zeit. Teilweise wurden diese in den norditalienischen Besitzungen, die der Staatskanzlei unterstanden, erprobt. Besonders die wirtschaftlichen Sonderrechte der Kirche waren nach Meinung von Kaunitz nicht zu vereinbaren mit einem modernen Staat. Dazu zählte etwa die Steuerfreiheit des Klerus und der Besitz der toten Hand. All dies machte einen katholischen Staat zwangsläufig einem protestantischen unterlegen, wo diese Probleme seit der Reformation nicht mehr bestanden. Als ideologischer Begründung bediente sich Kaunitz des Jansenismus. Er legte 1768 eine große Denkschrift vor, in der er die Säkularisation des Kirchenbesitzes und das Ende der Steuerfreiheit der Kleriker vorschlug. Es gelang Kaunitz in langwierigen Verhandlungen, die fromme Maria Theresia auf einen staatskirchlichen Kurs einzuschwören. Tatsächlich wurde seit 1768 die Steuerfreiheit des Klerus abgeschafft.

### Sinkende Bedeutung

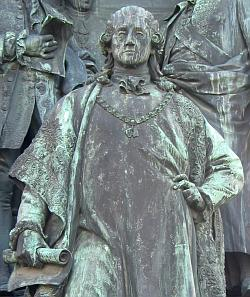
Darstellung von Kaunitz am Maria-Theresien-Denkmal in Wien

Nach dem plötzlichen Tod des Kaisers Franz I. († 18. August 1765) wuchs der Einfluss von Kaunitz auf Maria Theresia noch. Obwohl ihr Mitregent Joseph II. viele Ideen von Kaunitz aufnahm, kam es zu Auseinandersetzungen mit dem Staatskanzler. Unterschiede gab es vor allem hinsichtlich der Verwirklichung der Ziele. Der ungeduldige Joseph konnte zudem die langatmige Art des Kanzlers nicht ausstehen. Dieser reichte daher erstmals 1766 vergeblich seinen Rücktritt ein.
Trotz der Gegnerschaft zu Preußen regte Kaunitz ein Treffen zwischen Joseph II. und Friedrich II. an, das 1769 in Neiße und ein Jahr später in Mährisch-Neustadt stattfand. Bei diesem zweiten Treffen begleitete Kaunitz den Kaiser und bestritt dabei offensichtlich einen Großteil des Gesprächs; der Preußenkönig äußerte sich anschließend sehr kritisch über den österreichischen Staatskanzler, dieser „halte sich für ein Orakel in der Politik und alle anderen für seine Schüler, die er belehren wolle“.
Eine Folge dieser vorsichtigen Annäherung war die Erste Polnische Teilung von 1772. Kaunitz vertrat diese von Joseph II. befürwortete Politik gegen die widerstrebende Maria Theresia. Im Vorfeld des Bayerischen Erbfolgekrieges von 1777 störte der Kaiser durch sein militärisches Handeln die Verhandlungen von Kaunitz. Als sich das Scheitern von Josephs Plänen abzeichnete, führte Kaunitz Friedensverhandlungen, ohne den Kaiser einzubeziehen. Diese Verhandlungen brachten 1779 das Innviertel an Österreich.
Kaunitz hielt es für einen Fehler, in der Reichspolitik die Initiative Preußen zu überlassen. Ihm gelang es, 1780 nach einer langen wittelsbachischen Vorherrschaft in der Germania sacra Nordwestdeutschlands den Erzherzog Maximilian Franz von Österreich als Koadjutor in Kurköln und dem Hochstift Münster durchzusetzen. Auf dem Immerwährenden Reichstag in Regensburg gelang es ihm, eine einflussreiche kaiserfreundliche Partei zu schaffen.
Maria Theresias Tod († 29. November 1780) brachte für Kaunitz eine erhebliche Verringerung seines Einflusses. Der Kaiser hatte kein Interesse an seiner ausgleichenden Politik. Joseph preschte in verschiedenen außenpolitischen Punkten vor, ohne auf Kaunitz zu hören. Dazu gehörte etwa der Plan, 1784 die Österreichischen Niederlande mit den Wittelsbachern gegen Bayern zu tauschen. Dieser Plan scheiterte und führte letztlich zur Isolation Österreichs. Gegen Joseph richtete sich der 1785 auf Betreiben Friedrichs II. gegründete Fürstenbund. Allerdings hatte Joseph II. gegen den Rat von Kaunitz ein Bündnis mit Russland abgeschlossen. Da dieses in dieser Situation der einzige Rückhalt Österreichs war, unterstützte Kaunitz die Beteiligung am Russisch-Österreichischen Türkenkrieg. Der Feldzug 1787/88 wurde für Österreich sehr teuer und verlustreich; Kaiser Joseph erkrankte an Tuberkulose.
Kaunitz versuchte vergeblich, Joseph von seinen überstürzten und alle regionalen Unterschiede ignorierenden Reformmaßnahmen abzubringen. Nach Josephs Tod am 20. Februar 1790 gab es Aufstände in Ungarn und den Österreichischen Niederlanden, ein neuer Krieg mit Preußen war zu befürchten und der Krieg gegen die Osmanen drohte zu scheitern.
Der neue Kaiser Leopold II. machte Kaunitz mitverantwortlich für den außenpolitischen Scherbenhaufen. Er entließ ihn zwar nicht, beschränkte seine außenpolitischen Kompetenzen aber stark. Die Politik der Annäherung an Preußen lehnte Kaunitz strikt ab. Er erkannte durchaus richtig, dass Preußen nicht mehr die starke Macht war, die sie unter Friedrich II. gewesen war. Diese Einschätzung erwies sich während des Ersten Koalitionskrieges (1792–1797 gegen Frankreich) als richtig. Er hielt ein militärisches Eingreifen gegen das revolutionäre Frankreich für falsch und sah richtig voraus, dass ein Angriff von außen Frankreich einen würde. Nach dem plötzlichen Tod von Leopold II. wurde sein Sohn Franz II. 1792 Kaiser; er übernahm Kaunitz als Staatskanzler. Kaunitz hatte zu dieser Zeit kaum noch Einfluss; er trat am 19. August 1792 zurück. Die Vorbereitung zur Zweiten Polnischen Teilung von 1793 wurde ohne seine Kenntnis vereinbart.

## Herr der Grafschaft Rietberg

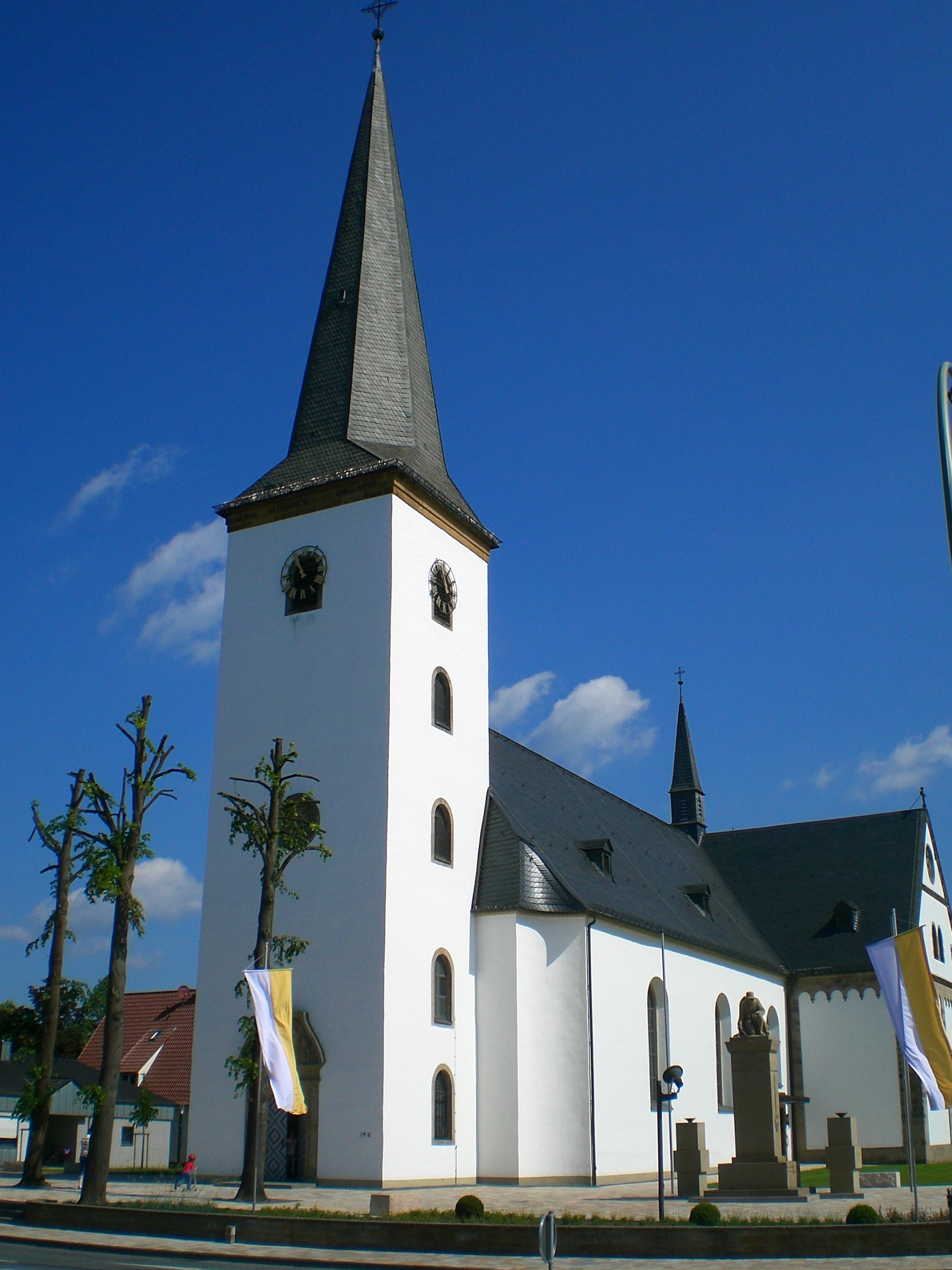
Sankt Maria Immaculata in (Neu-)Kaunitz

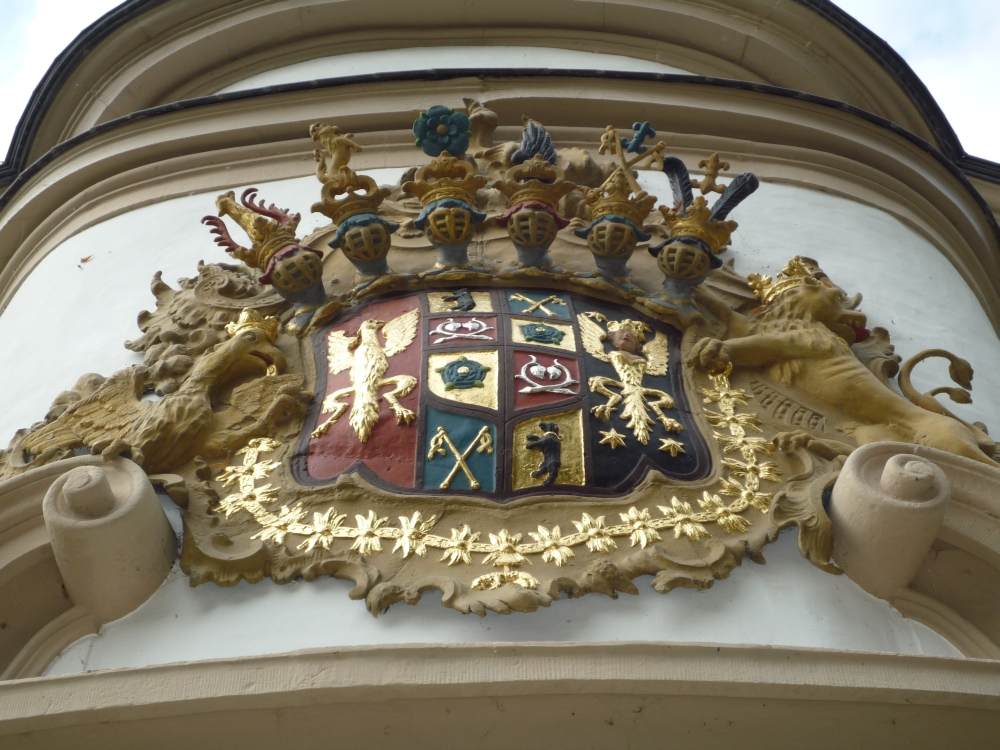
Kaunitz-Rietberger Wappen am Portal der St.-Johannes-Nepomuk-Kapelle in Rietberg

Im Jahr 1746 übernahm er die Regentschaft der Grafschaft Rietberg. Aufgrund seiner Tätigkeit in Wien konnte er ihr aber nur wenig Aufmerksamkeit widmen und ließ sie wie schon sein Vater von Beauftragten verwalten. Im selben Jahr ließ er als Landesherr die Pfarrkirche St. Maria Immaculata erbauen, wodurch die Ortschaft Kaunitz entstand. Wenig später veranlasste er den Bau der St.-Johannes-Nepomuk-Kapelle in Rietberg und im Jahr 1792  den Bau der Kirche St. Anna in Verl.
Während des Siebenjährigen Krieges mussten die gräflichen Beamten fliehen und das Landesarchiv ging verloren. Im Jahr 1768 erließ er für die Grafschaft eine fürstliche Polizei- und Kameralordnung. Im Jahr 1775 verfügte er die ersten Gemeinheits- und Markenteilungen. Zwei Jahre später folgte eine Bauordnung. Kaunitz stellte 1782 zum ersten Mal auf Dauer einen „Landphysikus“ (Landarzt) ein. Kurze Zeit später kam es auch zur Verbesserung des Bildungswesens.

## Förderer der Künste und privates Leben
Neben diesen Kirchenbauten und der Bildungspolitik förderte Kaunitz auch die Künste und Wissenschaften. Er war ein bedeutender Kunstsammler und Förderer von Christoph Willibald Gluck. An der Gründung der Académie royale in Brüssel war er ebenso maßgeblich beteiligt wie an der Vereinigung der verschiedenen Kunstakademien in Wien zur Akademie der bildenden Künste. Er war über 20 Jahre Protektor der Einrichtung. Ihm gelang allerdings nicht die Gründung einer Wissenschaftlichen Akademie in Wien.
Persönlich galt er als starker Hypochonder und extrem eitel. Kaunitz bewohnte zuerst ein Palais in der Wiener Herrengasse und danach das Staatskanzleigebäude (heute Bundeskanzleramt) am Ballhausplatz sowie das später als Schulbau genutzte Palais Kaunitz in der heutigen Amerlingstraße 6, wo er auch starb.
Im Jahr 1749 wurde er in den Orden vom Goldenen Vlies aufgenommen. Am 5. Januar 1764 wurde er zum Reichsfürsten und am 27. Juni 1776 zum erbländischen Fürsten erhoben.

## Tod und spätere Würdigung
Kaunitz starb 1794 und ist heute in der Kaunitz’schen Familiengruft unter der St.-Johannes-der-Täufer-Kirche auf dem Friedhof Austerlitz/Slavkov bestattet. Der Fürst ruht in einem Holzsarg unter einer Glasplatte und ist mit einer Uniform und dem Großkreuz des ungarischen Stephansordens bekleidet. Die Leiche ist trocken und gut erhalten.
Im Jahr 1862 wurde in Wien-Mariahilf (6. Bezirk) die Kaunitzgasse nach ihm benannt. In der burgenländischen Stadt Pinkafeld erinnert ebenfalls eine Kaunitzgasse an diesen Staatsmann.